# Egon Kapellari
Egon Kapellari (ur. 12 stycznia 1936 w Leoben) – austriacki biskup rzymskokatolicki, biskup diecezjalny Graz-Seckau w latach 2001-2015.

## Życiorys
Święcenia kapłańskie otrzymał 9 lipca 1961 i został inkardynowany do diecezji Graz-Seckau. Po dwuletnim stażu wikariuszowskim w Grazu został kapelanem miejscowych studentów. W latach 1975–1980 był także asystentem diecezjalnego oddziału Akcji Katolickiej.
7 grudnia 1981 papież Jan Paweł II mianował go biskupem diecezjalnym diecezji Gurk. Sakry biskupiej udzielił mu abp Karl Berg.
14 marca 2001 został mianowany biskupem diecezjalnym Graz-Seckau. 28 stycznia 2015 papież Franciszek przyjął jego rezygnację z pełnionego urzędu złożoną ze względu na wiek.

## Publikacje w języku polskim
- Sztuka umierania, wyd. M, Kraków 2006, ISBN 83-7221-686-X
- Znaki święte w liturgii i codzienności, wyd. M, Kraków 2002, ISBN 83-7221-480-8